# مارلون تيكسيرا
مارلون تيكسيرا (بالإنجليزية: Marlon Teixeira) (مواليد 16 سبتمبر 1991) عارض أزياء برازيلي أصول برتغالية، ويابانية.

## حياته الشخصية
ولدّ مارلون في سانتا كاتارينا، البرازيل في السادس عشر من سبتمبر عام 1991 من جذور يابانية وبرتغالية، إضافة إلى عرق السكان الأصليين للبرازيل بحسب تقارير الصحف البرازيلية. يهوى مارلون تصفح الإنترنت، والركمجة، إضافة إلى السفر. ويفضل مارلون عصير الكيوي، وصديقه المفضل هو عارض الأزياء فرانسيسكو لاتشوسكي.

## سيرة مهنية
بدأ مارلون مسيرته المهنية حينما قدمته جدته إلى صديق للعائلة يدعى «أندرسون» والذي كان يملك وكالة واي لعارضي الاأزياء.
مشى تيكسيرا في العديد من عروض الأزياء ضمت دور مثل امبيرو أرماني، دولتشي أند غابانا، دين ودان كاتن، روبرتو كافالي، جان بول غوتييه، والعديد من افتتاحيات عروض أزياء أخرى، مثل أرماني، وديور للرجال. كما ظهر مارلون في العديد من أغلفة المجلات مثل لوفيسيل هوميز، إسانشيل هوميز، فياسكو، ميد إن برازيل، كلاينت، وهيركليز. إلى جانب ذلك فقد ظهر في افتتاحيات مجلات الأزياء الراقية في مجلة جي كيو، مجلة فوغ الإسبانية، مجلة في، إل، وظهر بغلاف دبليو، مع جينيفر غودين، ومجلة فانيتي فير مع شاكيرا.
خلال سنتين قام مارلون بجلسات تصوير عدة من أجل حملات لعلامات تجارية شعبية عدة في عالم الأزياء ضمت أرماني جينز، وديور رجال، وكوستو دالماو، سيرجيو كاي، وملابس داخلية لديزل، أرماني إكسشينج، إمريكان إيجل أوتفترز، آيسبيرغ، أرماني سكيرفينو، إمبوريو أرماني، أنتوني موراتو.
عام 2011، أصبح مارلون وجه العطر الجديد لعلامة ديزل «ديزل فول فور لايف» من مجموعة دينم، مع عارضة الأزياء الألمانية مارلوس هورست. وصورّ الحملة الإعلانية للعطر تيري ريتشاردسون، أما فيديو الحملة فأخرجته ميلينا ماتسوكاس.
أطلق روبرتو كافالي عطر «جست فور هيم» أو «فقط له»، وكان مارلون هو وجه الحملة الترويجية للعطر رفقة جورجيا ماي جاغر في 2013.
وفي العام 2015، أطلقت شركة أفون عطرها الجديد المسمى «إنستنت» أو «غريزة» للرجال والنساء، وأختير مورلن رفقة ميغان فوكس للترويج له.

## جوائز
عام 2005 فاز مارلون بلقب أجمل عارض أزياء من قبل النسخة الإسبانية لمجلة غلامور، كما أختاترته ياهوو! كواحد من أكثر 10 عارضين للأزياء إثارةً. كما وضعته السي إن إن في قائمة «لعشر عارضين للأزياء ذوي مظهر وساخرين أكثر من زولاندر».

## وكالات
يعمل مارلون في عدد من الوكالات في أنحاء مختلفة من العالم:
- ساو باولو: واي موديل أجينسي
- نيويورك، ولوس أنجلوس: ويلهيلمينا
- باريس: ميرلين أجينسي (إم جي إم)
- لندن: نِكست موديلز
- هامبورغ: موديلورك أجينسي وان
- برشلونة: سايت مانجمينت ستوديو
- ميلانو: موديلينغ أجينسي
- كوبنهاغن: سكووب موديلز
- برلين: نيست موديلمانجمينت
- مدينة بنما: ويلهيلمينا بنما تالِنت

## روابط خارجية
- مارلون تيكسيرا على موقع IMDb (الإنجليزية)